# Helmut Hauser (Biochemiker)

Helmut Hauser (1997)

Helmut Hauser (* 18. November 1936 in Graz; † 12. Dezember 2020 in Zürich) war ein österreichisch-schweizerischer Biochemiker und emeritierter Titularprofessor der ETH Zürich.

## Werdegang
Helmut Hauser studierte und doktorierte 1963 in Graz im Bereich medizinische Chemie. Nach zwei Jahren als Assistent wechselte er für neun Jahre nach Grossbritannien, wo er zuerst am Agricultural Research Council in Cambridge und anschliessend in den Unilever Research Laboratories und schliesslich am Inorganic Chemistry Laboratory in Oxford arbeitete. 1975 wechselte er an das Biochemische Institut im Departement Biologie der ETH Zürich. Nach seiner Habilitation im Jahr 1976 war er von 1977 bis 2002 Privatdozent für Biochemie. 1983 wurde ihm vom Bundesrat der Titel eines Titularprofessors verliehen. Ende 2001 ging er in den Ruhestand.

## Schwerpunkte und Forschung
Helmut Hauser war ein Experte für Lipidbiologie und -biophysik mit besonderem Interesse an Lipiddoppelschichten, biologischen Membranen und Membranproteinen. In seinen frühen Studien konzentrierte er sich auf die Bildung und Charakterisierung von künstlichen Lipidvesikeln. In den Pionierjahren der Membranforschung stellten Liposomen ein wichtiges Modellsystem für Zellmembranen dar, und er spielte bei deren Erforschung eine wichtige und sichtbare Rolle. In späteren Jahren wandte sich sein Interesse dem Cholesterin und den Membranproteinen einschliesslich der im Darmepithel vorhandenen Enzymen und Lipidträger zu. Der Transfer seiner Forschungsergebnisse in die Industrie gelang.

## Sportliche Karriere
Helmut Hauser spielte aktiv Fußball beim SK Sturm Graz und beim Grazer AK.